# Pterygodium catholicum
Pterygodium catholicum là một loài thực vật có hoa trong họ Lan. Loài này được (L.) Sw. miêu tả khoa học đầu tiên năm 1800.

## Hình ảnh

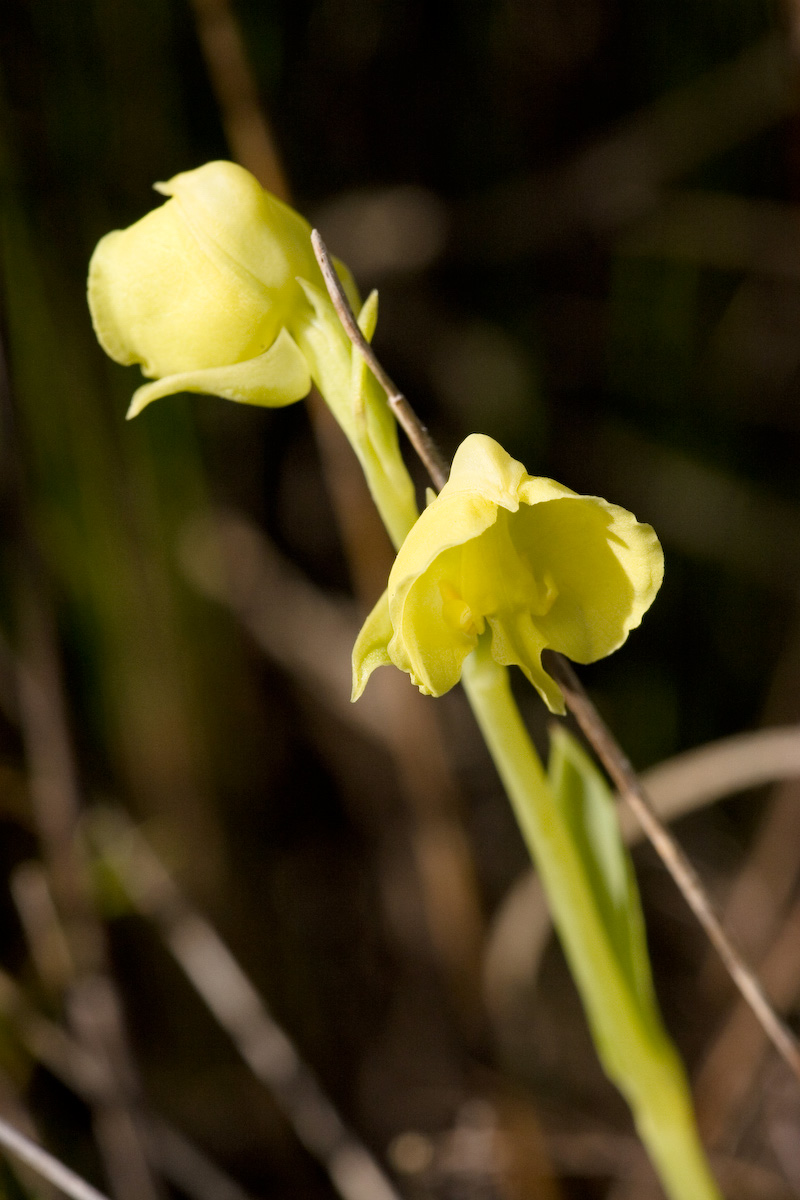
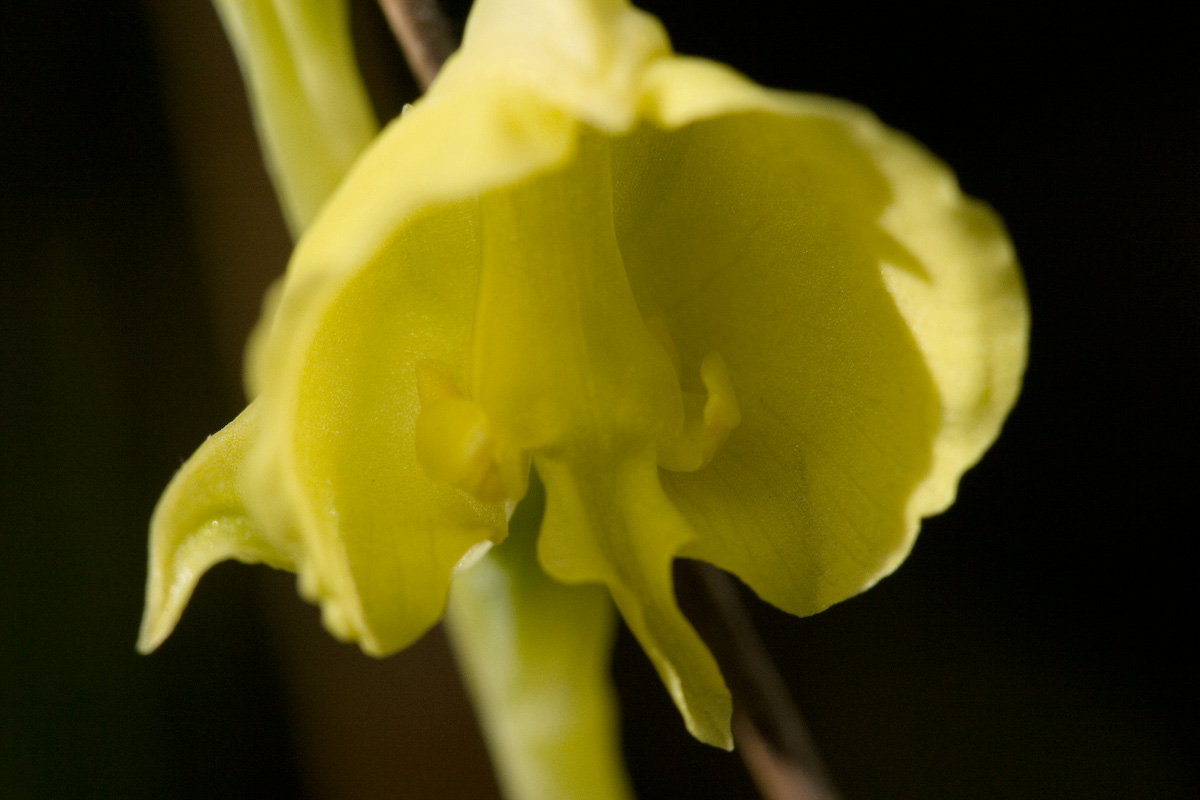
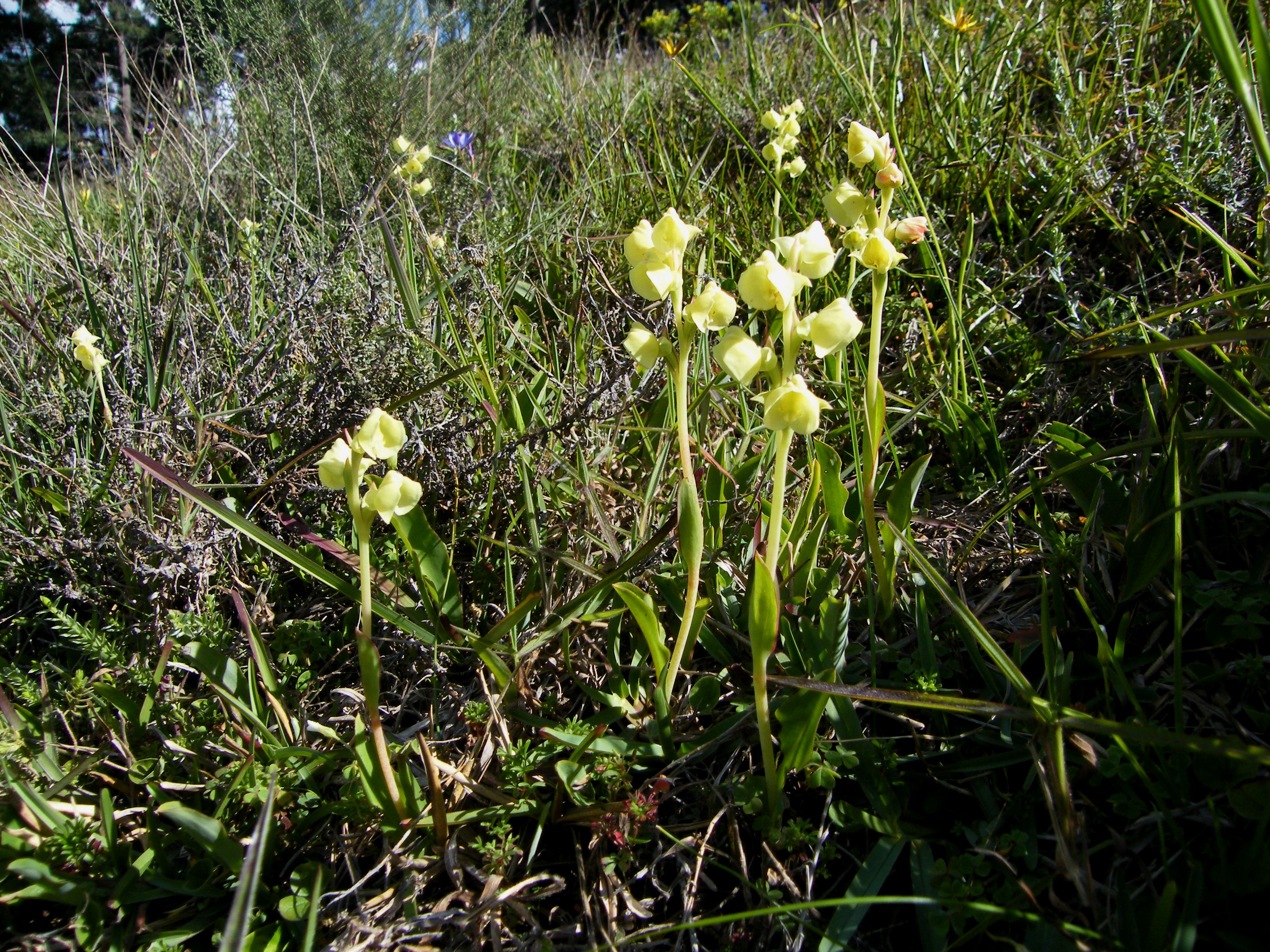
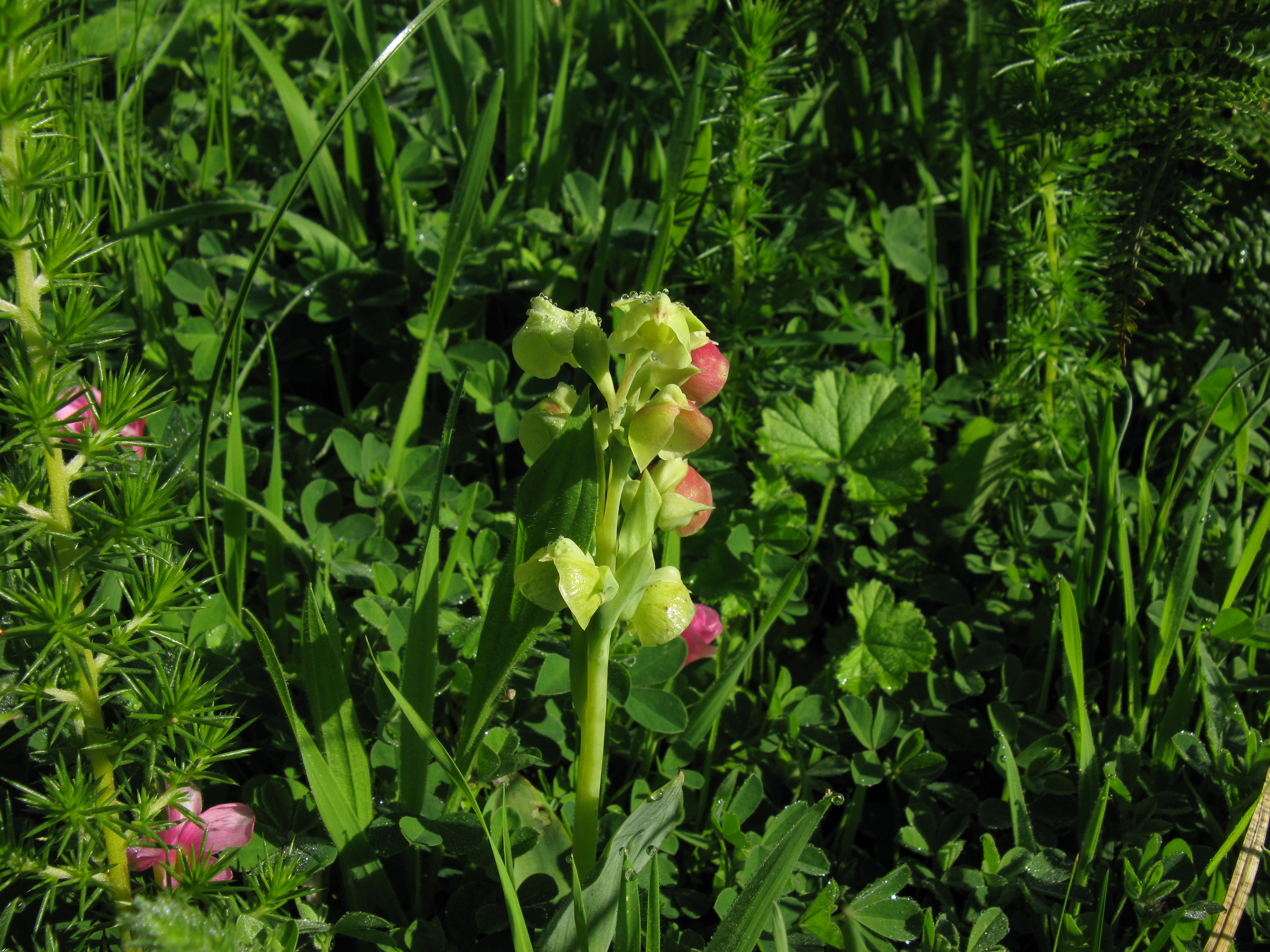